# جيديميناس جالاليس
جيديميناس جالاليس (بالليتوانية: Gediminas Žalalis)‏ مواليد 21 يناير 1995 في فيلنيوس، هو لاعب كرة سلة ليتواني. بدأ مسيرته الاحترافية في سنة 2013. يحمل الرقم 10. لعب مع نادي ليتكابليس لكرة السلة في الدوري الليتواني لكرة السلة.

## روابط خارجية
- جيديميناس جالاليس على موقع الاتحاد الدولي لكرة السلة (الإنجليزية)
- جيديميناس جالاليس على موقع كرة السلة الأوروبية.كوم (الإنجليزية)
- جيديميناس جالاليس على موقع ريلجم (الإنجليزية)
- جيديميناس جالاليس على موقع بروبوليرز (الإنجليزية)